# Březová (okres Opava)
Březová (německy Briesau) je městys rozkládající se po obou stranách historické moravsko-slezské zemské hranice, leží v okrese Opava. Má přibližně 1 400 obyvatel.
Ve vzdálenosti 8 km západně leží město Vítkov, 8 km jižně město Fulnek, 10 km východně město Bílovec a 14 km jižně město Odry.

## Historie
Jméno obce Březová je původu slovanského. Původní název byl Brzezow, německy Briesau nebo Briesym. První písemná zmínka o Březové je v listině, vydané v Hulíně na podzim r. 1238, ve které tehdejší markrabě moravský Přemysl Otakar (pozdější český král Přemysl Otakar II.) dává svému služebníku, pánu Semislavu z Morkovic, za jeho věrné služby krajinu, v té době ještě bez vesnic, jejíž hranice určovala tato listina. Krajina byla nazvána Semislavův újezd.
Počátek historie obce je úzce spjat s příchodem Benediktinů, kteří do Březové přišli v roce 1296, poté, co se stali majiteli Semislavova újezdu. Po svém příchodu si zde zřídili proboštství s malým kostelem sv. Mikuláše i malý konvent, v němž působilo kromě probošta asi pět řeholníků, členů mateřského kláštera v Třebíči. Později vždy jeden z nich zastával funkci březovského faráře. Příchodem Benediktinů do Březové se změnil život v tomto kraji. V té době členové klášterů nepečovali jen o duchovní život, ale osídlovali nové vesnice, učili nové osadníky hospodařit moderním způsobem, věnovali se vzdělávací činnosti a působili jako duchovní nově zbudovaných kostelů. Tak bylo osídleno okolí. Olomoucký biskup Dětřich dal klášteru les na vykácení a povolení k zakládání i osídlování vsí v tomto kraji. A tak další obcí, kterou březovští Benediktini založili listinou vydanou proboštem Vlkem r. 1298 byly Větřkovice. V r. 1301 to byly Dolejší Kunčice a r. 1306 založili Vlkovice. Po nich následovaly nynější místní části Březové - první z nich bylo Jančí a nejmladší z nich byly Gručovice. Ty vznikly krátce před zánikem kláštera.
Ve 13. století se stala Březová střediskem Semislavova újezdu. Březovou vedla důležitá obchodní cesta z Hranic přes Odry, Hradec nad Moravicí do Opavy a dále do Polska.
Proboštství v Březové zaniklo na počátku r. 1427, kdy silná husitská vojska vtáhla na severovýchodní Moravu, kde dobyla města Hranice, Nový Jičín, Fulnek a obsadila Odry. Poté se vydala směrem k Hradci. Husité dobře věděli o březovském proboštství, které se stalo jejich kořistí. V plamenech zlikvidovaného kláštera našli krutou smrt všichni jeho členové spolu s proboštem. Lze pokládat za jisté, že na konci února r. 1428 bylo proboštství i s konventem a kostelem zříceninou. Místo, kde jeho gotická stavba stála, je nutno hledat v blízkosti dnešního kostela. Pozemkový majetek zaniklého proboštství byl rozdělen mezi panství fulnecké a hradecké; součástí hradeckého velkostatku, patřícího opavskému knížeti Přemkovi, se staly Březová, Jančí, Fojtovice, Lesní Albrechtice a Větřkovice, kdežto k Fulneku, který byl v držení Jana z Kravař, přešly Goldzejf (zničen rovněž na počátku roku 1427 husity), Gručovice, Kunčice a Vlkovice.
Březová měla téměř do poloviny 17. století charakter městečka. Ve velmi staré farní kronice, psané latinsky v Hradci u Opavy, je zápis o Březové, který začíná slovy: „Brisium quondam oppidum …“ , tj. „Kdysi městečko …“. Třicetiletá válka znamenala pro obec úplné zničení – po roce 1620 Březová jako městečko zaniká. Od průchodu švédských vojsk, která zničila Březovou, zůstává nadále již jen vesnicí.
Při průchodu švédských vojsk byl také zničen zdejší kostel, o němž se k roku 1672 praví, že byl dřevěný a již od mnoha roků ve všem zpustlý. V roce 1694 byl na jeho místě postaven kostel zděný. V roce 1768 byla postavena kostelní věž v dnešní podobě. Při této stavbě byl nad hlavním vchodem do kostela vyhotoven erb rodu Pruskovských z Pruskova, tehdejších majitelů hradeckého panství, kteří tehdy byli patroni kostela v Březové a kteří také finančně přispěli k jeho výstavbě. V letech 1862 až 1864 došlo péčí faráře Jana Chovance k přestavbě a zvětšení kostela do dnešní podoby. Ještě donedávna (devadesátá léta 20. století) stála u kostela sv. Mikuláše lípa, která byla vysazena v roce 1698.
Roku 1848, kdy byla zrušena robota, došlo ke zvolení prvního březovského starosty, kterým se stal Matys Mareth. V roce 1864 vznikl na fojtství v obci veliký požár, při kterém lehlo popelem 12 domů a škola. V roce 1870 byla vybudována nová škola. V roce 1889 měla obec faru, školu a 399 obyvatel, kteří se zabývali převážně zemědělstvím.
V současné podobě obec existuje od 1. ledna 1977, kdy došlo ke sloučení původně samostatných čtyř slezských obcí Březové, Jančí, Leskovce a Lesních Albrechtic, s moravskou obcí Gručovice. K faktickému sloučení všech pěti původních obcí však došlo již 30. dubna 1976, kdy byly integrovány jednotlivé místní národní výbory a vytvořen společný místní národní výbor. Dnes v obci najdeme obecní úřad, poštu, mateřskou školu, základní školu, školní jídelnu a řadu soukromých firem i různých spolků a institucí.
Od roku 1996 má obec Březová vlastní obecní znak a obecní vlajku.
Dne 22. října 2018 byl obci obnoven status městyse.

## Pamětihodnosti
- Kostel svatého Mikuláše
- Socha svatého Jana Nepomuckého v parku u kostela
- U dubu – památný strom, roste u polní cesty Březová-Větřkovice, západně od obce Březová[6]
- Lípa u kostela – památný strom, stojí u kostela ve středu obce[7]

## Galerie

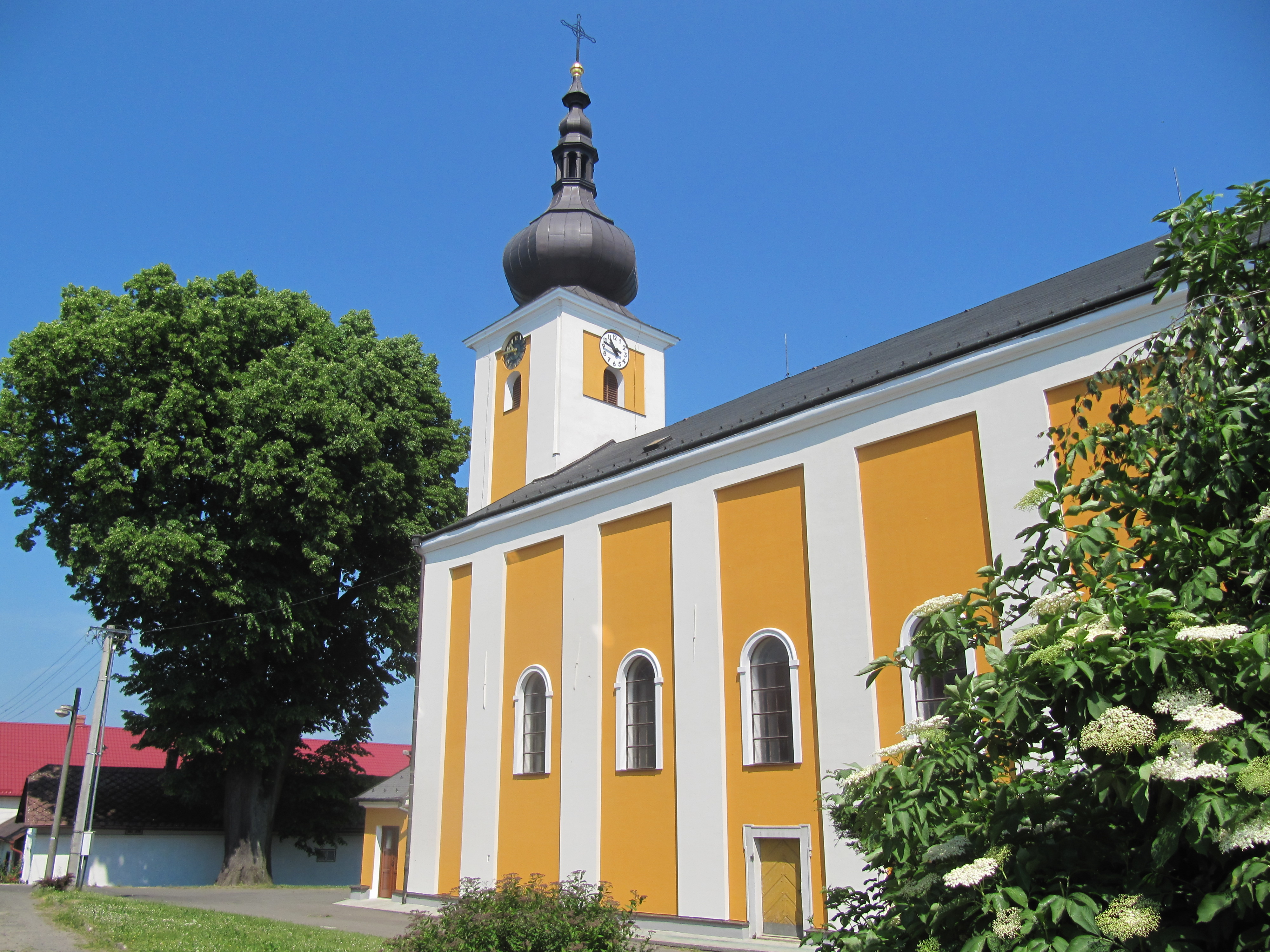
Kostel svatého Mikuláše
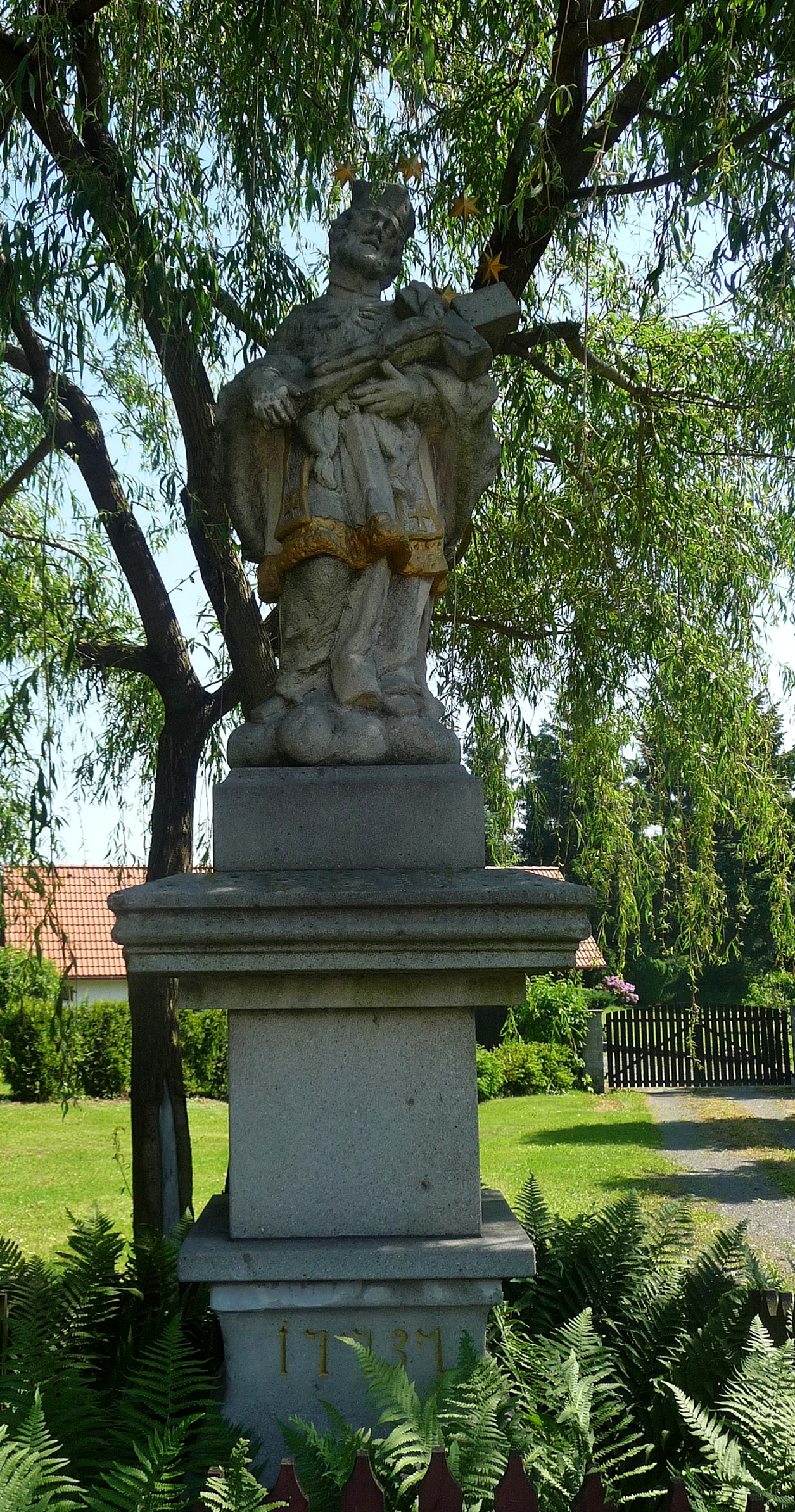
Socha sv. Jana Nepomuckého
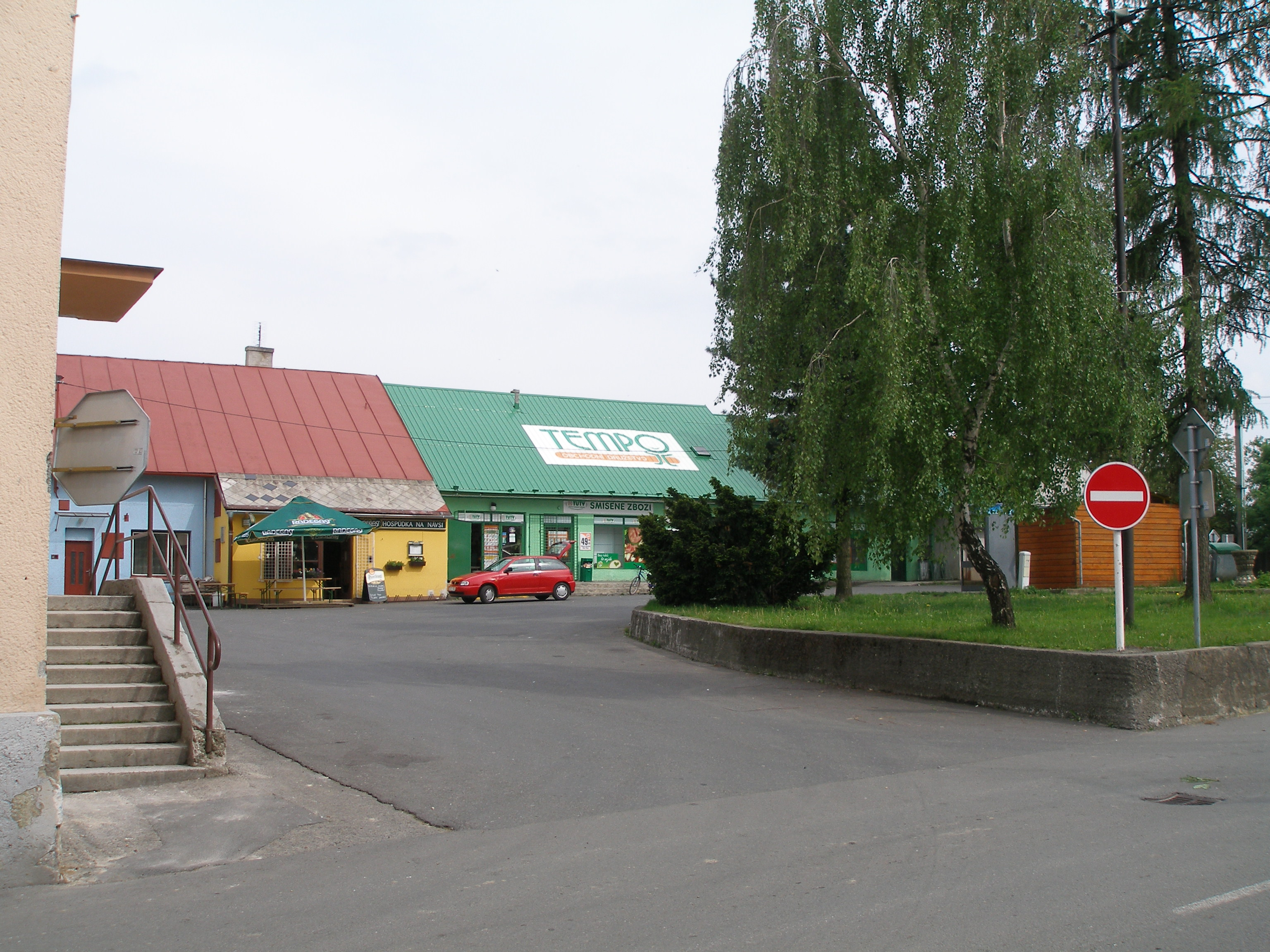
Obchody
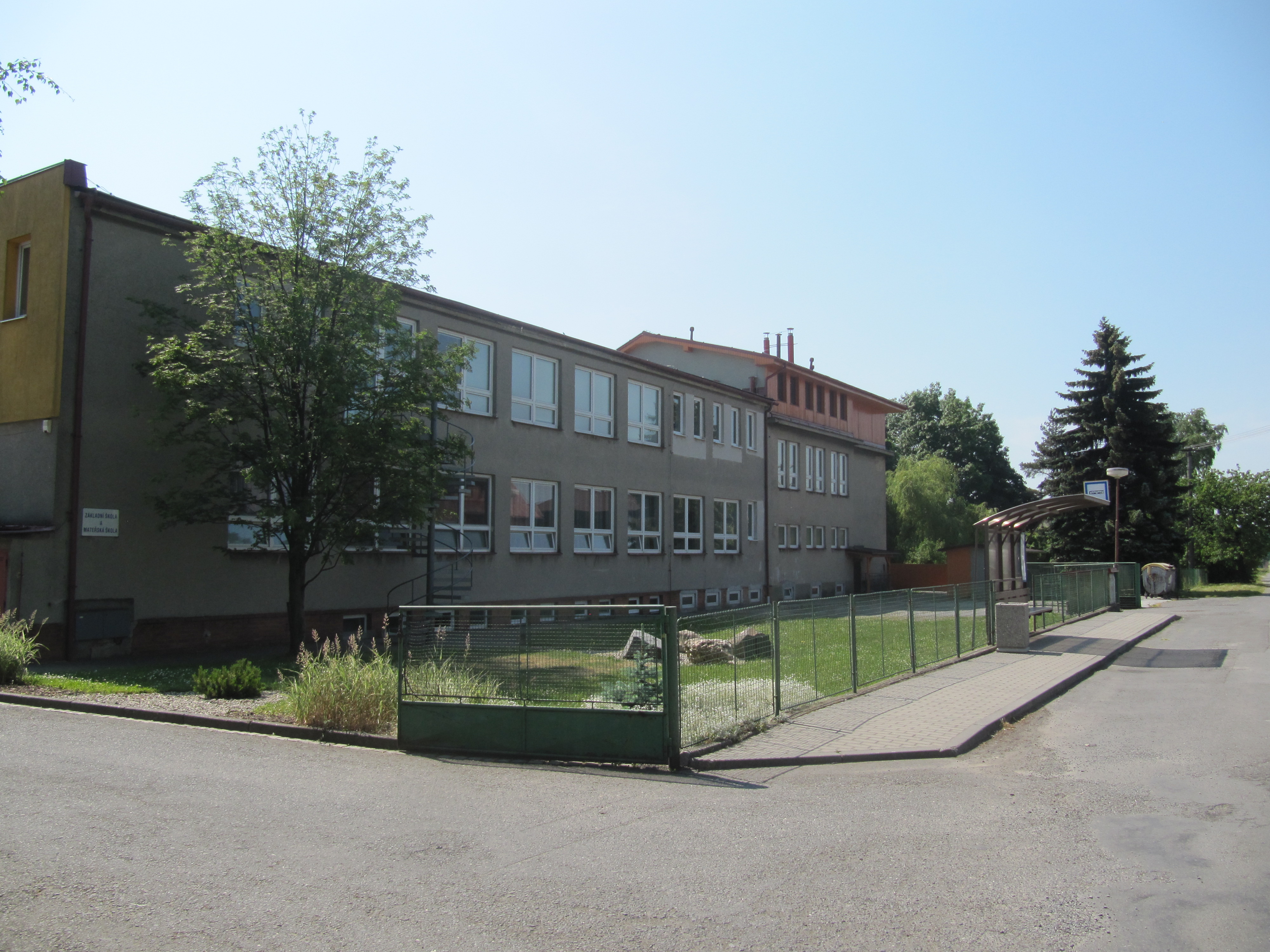
ZŠ a MŠ Březová
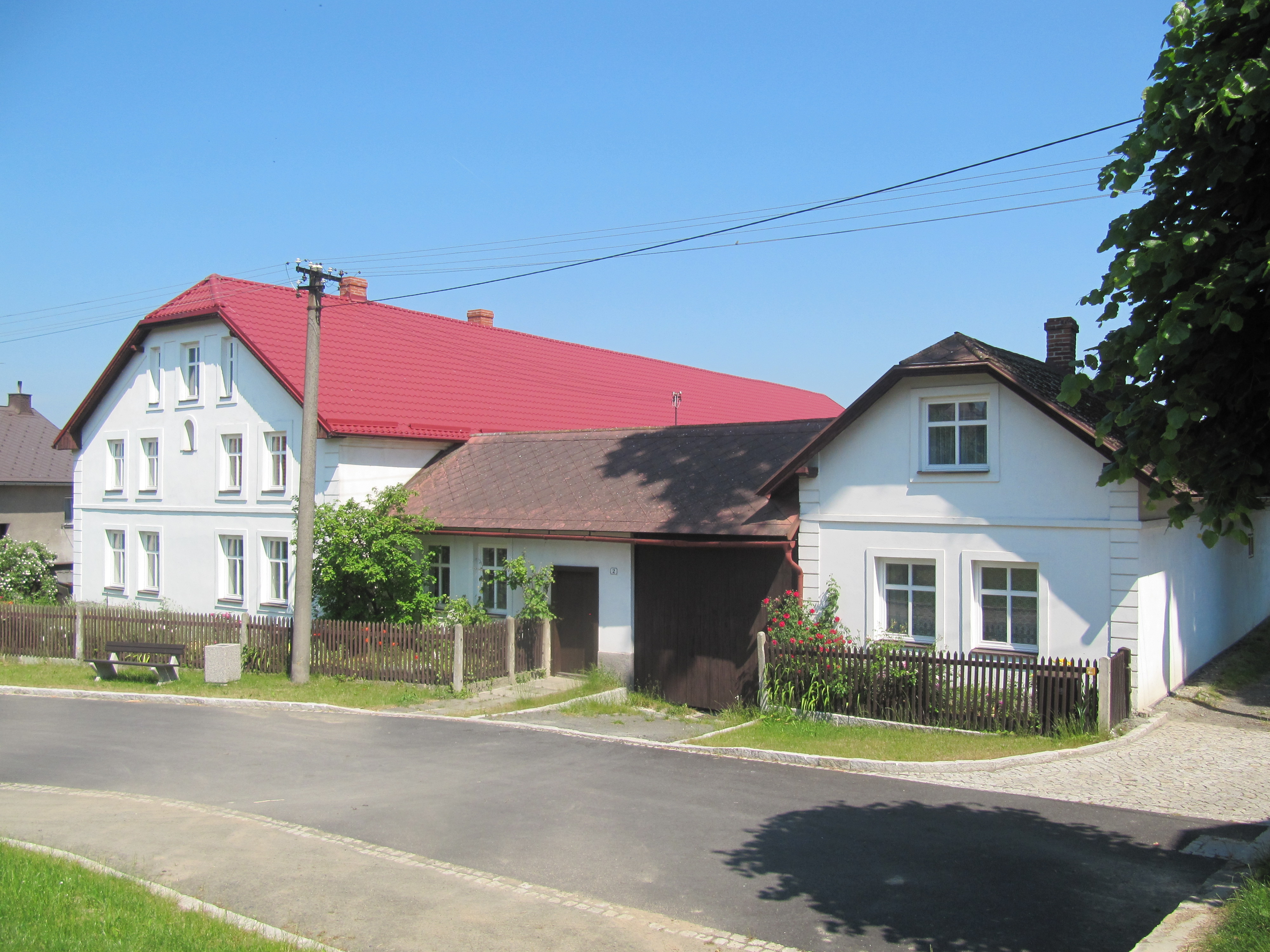
Dům č. p. 2

## Části obce
- Březová
- Gručovice
- Jančí
- Leskovec
- Lesní Albrechtice